# 元音高度
在語音學和音位學，元音高度（Vowel closesness）指舌頭相對於口腔上部或兩顎的距離。例如高元音[i]和[u]，舌位為高；低元音如[a]，則舌位低。元音的第一共振峰（F1）通常指元音高度。較高的第一共振峰表示較低的元音高度，較低的表示較高的高度。有時候，描述元音時，“開”和“閉”可以用作“低”和“高”的同義詞。國際音標標示七種元音高度，不過沒有已知語言的元音同時擁有這七種高度：
- 閉元音（高元音）
- 次閉元音
- 半閉元音
- 中元音
- 半開元音
- 次開元音
- 開元音（低元音）

一些德語方言可能分五種高度的元音，而獨立於元音長度以及其他參數。奧地利-巴伐利亞語的阿姆施泰滕方言有十三個長元音，据稱分四種元音高度（閉、半閉、中和次開），包括前不圓唇、前圓唇和後圓唇元音，加上一個開央元音：/i e ɛ̝ æ̝/、/y ø œ̝ ɶ̝/、/u o ɔ̝ ɒ̝/、/a/。但是，一般語言的元音高度最多有四種。
元音高度之參數，看來是元音在語言學其他範疇的主要特徵，因為所有語言都有不同高度的元音。其他參數如元音舌位和元音圓唇度，並不在一些語言出現。某些語言只以高度分辨元音。

## 參閲
- 元音長度
- 元音舌位